# Andreï Sobakarev
Andreï Sobakarev (en russe : Андрей Владимирович Собакарев), né le 31 décembre 1996, est un fondeur russe.

## Biographie
Andreï Sobakarev démarre dans la Coupe d'Europe de l'Est en 2013 et obtient son premier podium dans cette compétition en 2017 dans un sprint.
C'est en janvier 2018, qu'il prend son premier départ dans la Coupe du monde à Planica, où il se classe neuvième du quinze kilomètres classique, lui apportant ses premiers points.
En 2019, après avoir fini le Tour de ski, où il est notamment sixième d'un étape en style classique sur quinze kilomètres, il devient champion du monde des moins de 23 ans sur le trente kilomètres.

## Palmarès

### Coupe du monde
- Meilleur classement général : 50e en 2019.
- Meilleur résultat individuel : 6e.

#### Classements en Coupe du monde
| Saison / Épreuve | Général | Général | Distance | Distance | Sprint | Sprint | Nordic Opening depuis 2011 | Tour de ski depuis 2007 | Finales depuis 2008 |
| ---------------- | ------- | ------- | -------- | -------- | ------ | ------ | -------------------------- | ----------------------- | ------------------- |
| Saison / Épreuve | Place   | Points  | Place    | Points   | Place  | Points | Nordic Opening depuis 2011 | Tour de ski depuis 2007 | Finales depuis 2008 |
| 2018             | 94e     | 29      | 62e      | 29       | -      | -      | -                          | -                       | -                   |
| 2019             | 50e     | 1617    | 55e      | 864      | 36e    | 363    | 45e                        | 23e                     |                     |

### Championnats du monde des moins de 23 ans
- Médaille d'or du trente kilomètres en 2019.

### Universiades
- Médaille de bronze du sprint par équipes en 2019.